# Hans-Jörg Bliesener
Hans-Jörg Bliesener (* 6. April 1966 in Brandenburg an der Havel) ist ein ehemaliger deutscher Kanute, der für die Deutsche Demokratische Republik bei den Olympischen Sommerspielen 1988 eine Bronzemedaille gewann.

## Leben
Der Junioreneuropameister von 1983 im Einer-Kajak startete für den ASK Vorwärts Potsdam. Bei den Wettkämpfen der Freundschaft gewann er 1984 im Vierer-Kajak, im Zweier-Kajak erreichte er mit Jens Fiedler den dritten Platz. Bei den Kanu-Weltmeisterschaften 1985 in Mechelen belegte er zusammen mit Guido Behling über 500 Meter den zweiten Platz hinter den Neuseeländern Ian Ferguson und Paul MacDonald. Im Jahr darauf gewann Bliesener bei den Weltmeisterschaften in Montreal erneut Silber: Im Vierer-Kajak lag im Ziel nur das ungarische Boot vor Guido Behling, Hans-Jörg Bliesener, Jens Fiedler und Thomas Vaske. Bei den Olympischen Kanuwettbewerben 1988 in Seoul erkämpfte Bliesener zusammen mit Kay Bluhm, André Wohllebe und Andreas Stähle die Bronzemedaille hinter den Booten aus Ungarn und aus der Sowjetunion.
Nach dem Abschluss seines Studiums der Wirtschaftswissenschaften begann Bliesener beim Warenhauskonzern Karstadt, wo er verschiedene Filialen leitete, so in Gütersloh, Dresden und Bochum. Daneben ist Bliesener im Seniorenbereich als Kanute aktiv.

## Auszeichnungen (Auswahl)
- 1984 – Vaterländischer Verdienstorden in Gold
- 1986 – Stern der Völkerfreundschaft in Silber
- 1988 – Vaterländischer Verdienstorden in Bronze